# TK-Gemeinschaft
Die TK-Gemeinschaft, unabhängige Versichertengemeinschaft der Techniker Krankenkasse e. V. ist eine Vereinigung von Versicherten der Techniker Krankenkasse (TK), die sich aktiv für den Erhalt und die Fortentwicklung der gegliederten Sozialversicherung und die Belange der Versicherten bei der TK einsetzt.
Die Vereinigung stellt sich bei den alle sechs Jahre wiederkehrenden Sozialwahlen für den Verwaltungsrat der TK und für die Vertreterversammlung der Deutschen Rentenversicherung zur Wahl. Die TK-Gemeinschaft hat ihren Sitz in Hannover und ist unter der Vereinsregister-Nummer 4299 beim Amtsgericht Hannover eingetragen. Vorsitzender ist Dieter F. Märtens. Die TK-Gemeinschaft ist förderndes Mitglied im Zentralverband der Ingenieurvereine (ZBI).

## Organisation und Mitgliedschaft
Mitglieder können alle bei der Techniker Krankenkasse versicherten Personen werden, die das 16. Lebensjahr vollendet haben. Die Organe der TK-Gemeinschaft sind:
- Die Delegierten-Versammlung
- Der Vorstand

Die TK-Gemeinschaft ist in regionale Arbeitsgruppen gegliedert. Die Organe der Arbeitsgruppen sind:
- Die Arbeitsgruppenversammlung
- Der Arbeitsgruppenvorstand

## Aufgaben und Ziele
Die TK-Gemeinschaft hat in den Selbstverwaltungsorganen der DRV-Vertreterversammlung und dem DRV-Vorstand sowie dem TK-Verwaltungsrat und in den Ausschüssen von TK und DRV Sitz und Stimme. Eine weitere wichtige Aufgabe ist die wohnortnahe Beratung von Bürgern in Rentenfragen durch DRV-Versichertenberaterinnen und -berater und die Vertretung der Versichertenbelange in den Widerspruchsausschüssen der DRV und der TK. Im Verbund der Arbeitsgemeinschaft unabhängiger Mitgliedergemeinschaften der Ersatzkassen e.V. (AGuM) berät sie den Sozialgesetzgeber und vertritt hierbei nachhaltig die Interessen ihrer Mitglieder in der Sozialpolitik.

## Zweck
Der Verein ist nach eigenen Angaben weder parteipolitisch, gewerkschaftlich, konfessionell, noch wirtschaftlich gebunden. Er ist selbstlos tätig und verfolgt ausschließlich und unmittelbar gemeinnützige Zwecke im Sinne des Abschnitts „Steuerbegünstigte Zwecke“ der Abgabenordnung. Die TK-Gemeinschaft hat insbesondere folgende Aufgaben:
- Beratung in sozialpolitischen Fragen
- Eintreten für die gegliederte Sozialversicherung und für die Erhaltung und Stärkung des Selbstverwaltungsprinzips[5]
- Unterstützung ihrer in den Selbstverwaltungsorganen tätigen Mitglieder
- Einflussnahme auf die öffentliche Meinung durch Publikationen[6]
- Beteiligung an den Sozialwahlen (insbesondere bei der Techniker Krankenkasse und den Rentenversicherungsträgern).